# Metzer Straße (Bremerhaven)

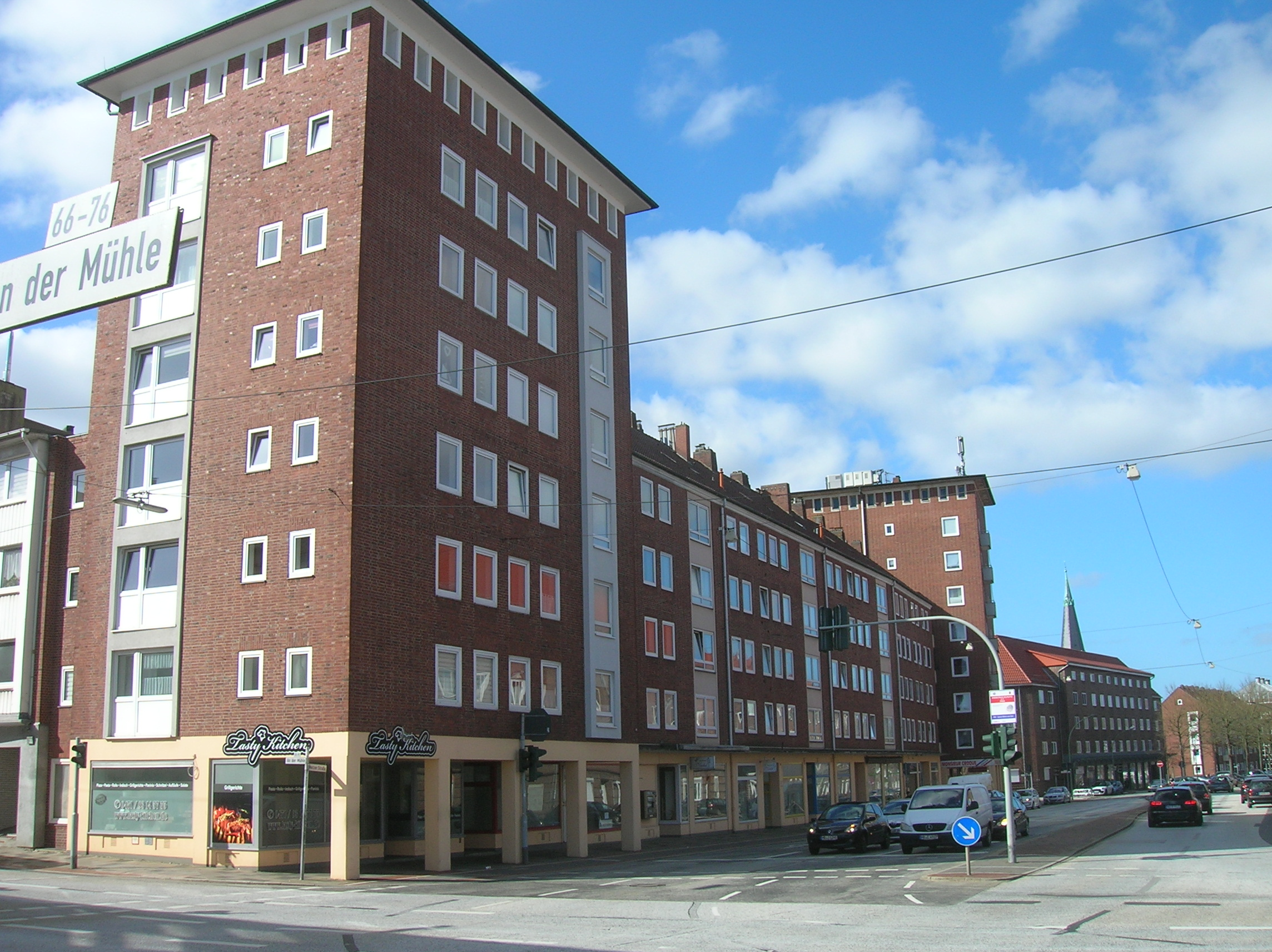
Metzer Straße, Westseite

Die Metzer Straße in Bremerhaven ist eine kurze Verbindungsstraße in Geestemünde.

## Geschichte
Mit dem neuen Hauptbahnhof entstand der Deutsche Ring, der südliche Teil der späteren Friedrich-Ebert-Straße. Ein „Ring“ war das eigentlich nie, eher eine unvollständige Ringstraße. Der untere Bogen des umgekehrten C endet als beiderseits bebäumte Wohnstraße. Die natürliche und viel mehr genutzte Verlängerung war und ist die Metzer Straße. Sie führt zur Querstraße An der Mühle, welche die Georgstraße (früher Bundesstraße 6) mit Schiffdorferdamm und Schiffdorf verbindet. Auf der östlichen Seite war die Metzer Straße bis in die 1960er Jahre eine zweispurige Straße. Sie wurde auch von den Oberleitungsbussen der Verkehrsgesellschaft Bremerhaven AG (VGB) aus Richtung Schiffdorferdamm genutzt. Die Westhälfte war eine unbefestigte Parkfläche mit alten Bäumen. 
Die beiden Hochhäuser und der Häuserblock dazwischen sind Teil des Kirchenblocks, der Anfang der 1950er Jahre vom Evangelisch-Lutherischen Gesamtverband gebaut wurde. Im kleineren Hochhaus waren ein Modegeschäft (später ein Immobilienbüro) und eine kleine Bäckerei, die erste Filiale der Stadtbäckerei Engelbrecht. In der Ladenzeile waren ein Kiosk (Jimmy Knie), ein Radio- und Fernsehgeschäft (Koplin), ein Friseur (Papke), ein Blumenladen (Schröder), ein Fischhändler (Sturz), eine Drogerie, eine Fahrschule, ein Obst- und Gemüsehändler (Schokolowski) und ein Süßwarengeschäft. Die Ostseite wurde schon in den 1920er Jahren von der Bremerhavener Wohnungsbaugenossenschaft bebaut. Dort betrieb nur ein Schuhmacher seine Werkstatt im Eckhaus des Südendes. 

## Voßstraße

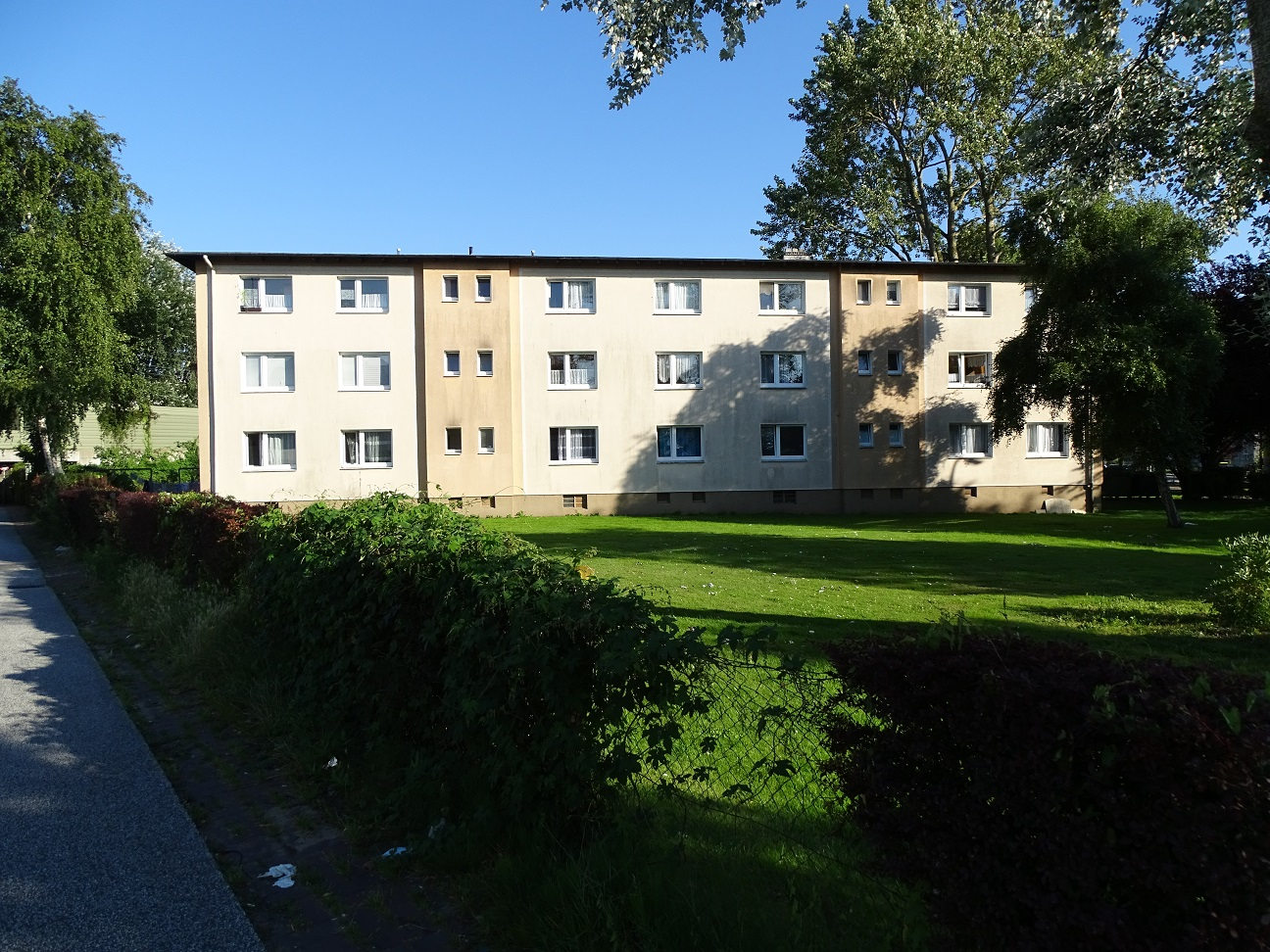
Sozialer Wohnungsbau an der Voßstraße

In der südlichen Verlängerung der Metzer Straße führt die Voßstraße nach Geestemünde-Süd. Als Gartenweg schon lange bestehend, wurde sie 1936 als Wohnstraße in Aussicht genommen und nach Johann Heinrich Voß benannt. Sie wurde von 1955 bis 1965 durchgehend bebaut und ausgebaut. An der Kreuzung Hamburger Straße geht sie in die Straße Am Oberhamm über.